# 寒邪
寒邪是中医学上对一类外界环境致病因素的称呼，为六淫之一，属于阴邪。寒邪如侵表可导致恶寒、发热、无汗、头痛、身痛和脉浮紧等症状；寒邪如入里可导致呕吐、泄泻、脘腹疼痛等。